# Монтасилоне (Болцано)
Монтасилоне је насеље у Италији у округу Болцано, региону Трентино-Јужни Тирол.
Према процени из 2011. у насељу је живело 23 становника. Насеље се налази на надморској висини од 1483 м.